# Streptocarpus cooperi
Streptocarpus cooperi är en tvåhjärtbladig växtart som beskrevs av Charles Baron Clarke. Streptocarpus cooperi ingår i släktet Streptocarpus och familjen Gesneriaceae. Inga underarter finns listade i Catalogue of Life.